# Lüchow (Wendland)
Lüchow, officieel: Stadt Lüchow (Wendland), is een stad in de Duitse deelstaat Nedersaksen. De stad maakt deel uit van de Samtgemeinde Lüchow (Wendland). Het is tevens de Kreisstadt van het Landkreis Lüchow-Dannenberg. Lüchow telde op de peildatum van de meest recente statistiek 9.435 inwoners.
Het stadje ligt in de streek Wendland. Noordelijke buurstad is Dannenberg. Niet ver ten zuiden van Lüchow liggen Wustrow en Salzwedel. Lüchow is de hoofdstad van de Samtgemeinde Lüchow (Wendland).
De gemeente ligt voor de oostelijke helft in een laag, drassig rivieroevergebied. Het is door kleine watertjes doorsneden polderland. Meer naar het westen  is het terrein hoger. Het is een, door beekjes doorsneden, overgangszone naar het heuvelachtige bosgebied Göhrde, en naar de heuvelrug Drawehn, die aan de oostkant van de Lüneburger Heide ligt.

## Samenstelling van de gemeente
De stad Lüchow werd ten gevolge van een gemeentelijke herindeling in 1971 en 1972 uit 24, tot dan toe zelfstandige, gemeenten samengevoegd en bestaat uit de volgende plaatsen (Stadtteile):
| - Banneick - Beutow - Bösel - Gollau - Grabow - Jabel - Jeetzel - Kolborn | - Krautze - Künsche - Loge - Lüchow - Lüsen - Müggenburg - Plate - Ranzau | - Reddebeitz - Reetze - Rehbeck - Saaße - Satemin - Seerau in der Lucie - Tarmitz - Weitsche |

Alleen Lüchow is een stadje, de andere zijn meest zeer kleine, agrarisch georiënteerde, dorpen en gehuchten. Enkele zijn oude Rundlinge of restanten daarvan.
Plate is een voormalig bedevaartsoord, 1 km ten noorden van de stad.

## Verkeer en vervoer
Lüchow ligt aan de Bundesstraße 248 en de Bundesstraße 493. 
De stad is niet meer per trein bereikbaar (zie ook: Wustrow), hoewel het stationsgebouw  van Lüchow nog bestaat. Openbaar vervoer is beperkt tot, weinig frequente, streekbusverbindingen. Zo rijdt de bus naar Salzwedel v.v. alleen op vrijdag, en op dinsdag met een mini-busje.
Het dorpje Rehbeck beschikt sinds 1935 over een klein vliegveld, dat 6 km ten noorden van het stadje Lüchow ligt. De geografische coördinaten luiden: ♁53° 0′ 58″ N (noorderbreedte), en  11° 8′ 44″ O (oosterlengte). Het ligt 15 meter boven de zeespiegel en heeft ICAO-code: EDHC, en er mogen naast zweefvliegtuigen ook ULV-vliegtuigjes en helikopters opstijgen en landen. De start-en-landingsbaan meet 650 × 30 meter graspiste; in het midden daarvan is 475 × 10 meter geasfalteerd.

## Economie
In Lüchow staan twee fabrieken van meer dan regionale betekenis:
- SKF, metalen machine-onderdelen, circa 500 medewerkers;
- Avebe, aardappelzetmeel.

Verder zijn in het stadje enige grote bouwmarkten e.d. gevestigd, en daarnaast lokaal midden- en kleinbedrijf. De meeste bedrijventerreinen liggen ten noorden en oosten van het centrum.
Ten slotte is, o.a. vanwege de nabijheid van de Lüneburger Heide het toerisme van toenemend belang.

## Geschiedenis

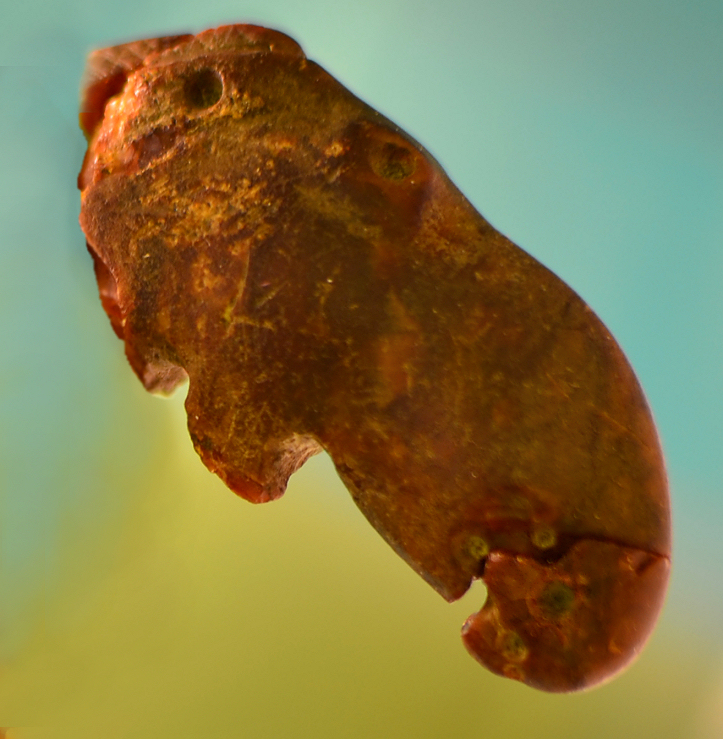
Barnstenen eland van Weitsche
Noord-Duitse graafschappen omstreeks 1250; Lüchow lichtgroen, midden op de kaart
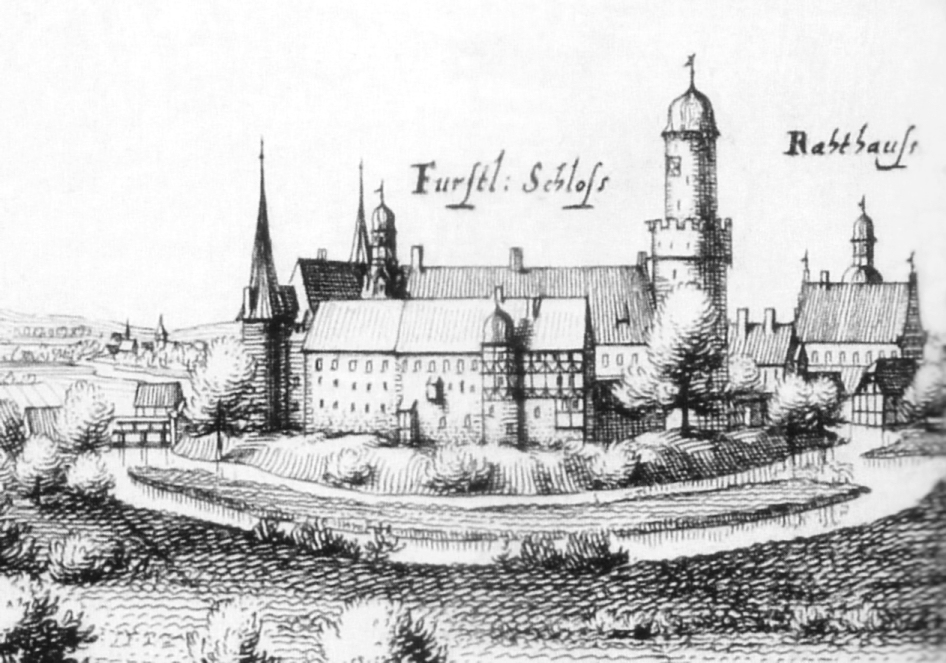
Kasteel Lüchow op een Merian-prent van omstreeks 1654
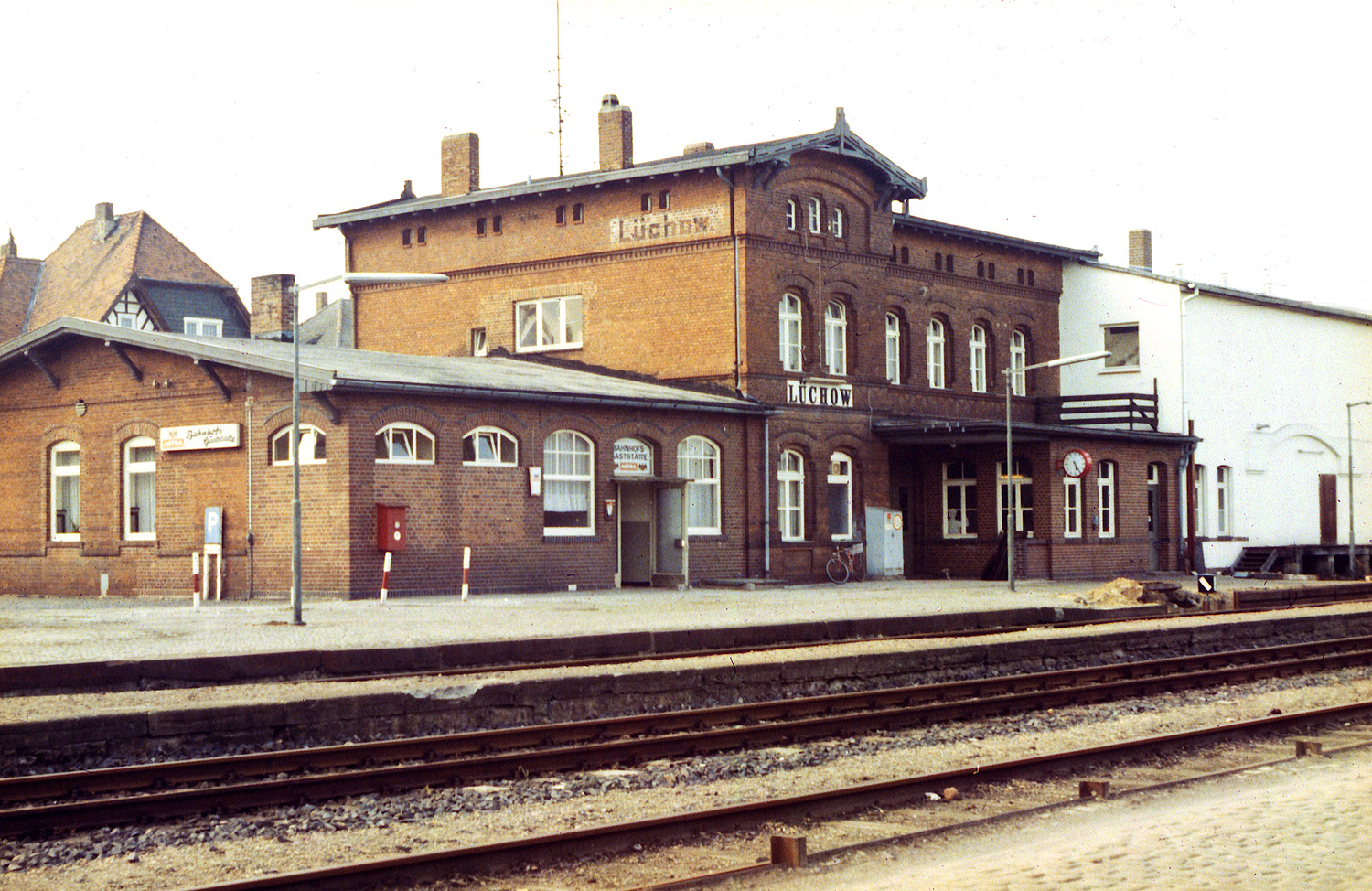
Station Lüchow (juni 1983)

In het oevergebied van de Jeetzel, 3 km ten noorden van Lüchow,  bij het dorpje Weitsche, zijn in de jaren-1990 en -2000 in een bijna 14.000 jaar oude, mesolithische of  laatpaleolithische werkplaats barnstenen  brokstukjes gevonden. Mogelijk stammen deze vondsten van dragers van de Federmessercultuur.  Archeologen zijn er na veel puzzelwerk in geslaagd,  deze in elkaar te passen en zo een uniek, 10 centimeter lang sieraad, knop van een staf, of cultusobject te reconstrueren,  dat een eland voorstelt, die de kop schuin omlaag houdt. Het object is opgenomen in de collectie van het  Landesmuseum te Hannover.
Lüchow, dat in 1158 voor het eerst in een document vermeld werd, en in 1293 stadsrechten  verwierf, was hoofdstad en residentie van een klein, gelijknamig graafschap, dat van de eerste helft van de 12e eeuw tot 1320 bestaan heeft. Daarna kwam Lüchow aan het Hertogdom Brunswijk-Lüneburg, en later aan het Vorstendom Lüneburg.
Rampzalige branden troffen het stadje Lüchow in 1589, 1608 en 1811.
In de periode 1949 - 1990 lag Lüchow dicht bij de grens met de DDR. Daardoor ontstond de Duits-Duitse grens, en die maakte, dat de streek vooral economisch geïsoleerd raakte, en dat er zich bijvoorbeeld bijna geen industrie vestigde. Verscheidene weg- en spoorwegverbindingen werden na 1949 verbroken, waaronder de spoorverbinding Hitzacker-Dannenberg-Lüchow-Salzwedel; Salzwedel lag in de DDR. Alleen de autoweg naar Salzwedel werd na de Duitse hereniging hersteld, voor de spoorlijn bleek dit niet lonend.
Van 1938 tot 1986 stond er ten oosten van de stad Lüchow een grote telecommunicatie- installatie, met een lange zendmast, voor intercontinentaal telegraaf- en radioverkeer.

## Bezienswaardigheden
- In Lüchow bevinden zich het Stones Fan Museum en de wandschildering van de Stones die gewijd zijn aan de Britse rockband The Rolling Stones.
- Zowel in het stadje Lüchow zelf als in de kleine dorpen eromheen zijn verscheidene schilderachtige vakwerkhuizen en -boerderijen te vinden.
- In het centrum staan de resten van het 11e-eeuwse kasteel Lüchow. Dit kasteel werd in het begin bewoond door de graven van Lüchow. In 1811 is het kasteel uitgebrand en voor een groot deel afgebroken. De zogenaamde Amtsturm is een van de bewaard gebleven restanten. Op de onderste verdieping van deze 22 meter hoge toren, de Amtsturm, stond het geschut opgesteld. De hogere verdiepingen werden gebruikt als onderkomens voor het personeel en als gevangenis. De toren huisvest sedert 1930 het plaatselijke streekmuseum met veel informatie over de geschiedenis van het stadje.
- De evangelisch-lutherse Johanneskerk,  gewijd aan Johannes de Doper, dateert uit het begin van de 16e eeuw. In 1866 werd het gebouw naar ontwerp van Conrad Wilhelm Hase ingrijpend verbouwd.
- In het dorp Plate staat een opvallend grote kerk,  de evangelisch-lutherse Mariakerk. Deze is in de 13e eeuw in gotische stijl gebouwd. Leden van een adellijk geslacht Von Plato losten na de vondst van een als wonderdadig beschouwd Mariabeeld hun gelofte in, hier een kerk te laten bouwen. Tot aan de Reformatie in de 16e eeuw was dit een bedevaartskerk, waar ook jaarlijks op de dag van Sint-Petrus Banden een jaarmarkt werd gehouden. Tot in de 20e eeuw heeft de familie Von Plato meebetaald aan het onderhoud van het kerkgebouw. De kerk, die op drassige grond staat, en dreigde te verzakken,  is rond 2010 nog deels op hun kosten hersteld. Het deels 16e-19e-eeuwse interieur, waaronder een fraai altaarstuk en een imposant kerkorgel, is kunsthistorisch interessant  en zeer bezienswaardig.  De kerk dient als godshuis voor de kerkgemeenschap van 9 dorpen rondom Plate.

## Belangrijke personen in relatie tot de gemeente
- Anna van Nassau-Dillenburg (1441-1513), een dochter van Johan IV van Nassau en Maria van Loon-Heinsberg woonde, na haar tweede huwelijk, enige tijd in het Amt Lüchow.
- Karl Gustav Wilhelm Baurschmidt (Hohne, 1 april 1806 –  Lüchow, 21 december 1864), evangelisch-luthers theoloog
- Friedrich Syrup (Lüchow, 9 oktober 1881 - Sovjet-kamp Speziallager Sachsenhausen, ca. 31 augustus 1945), jurist en nazi-politicus

## Afbeeldingen

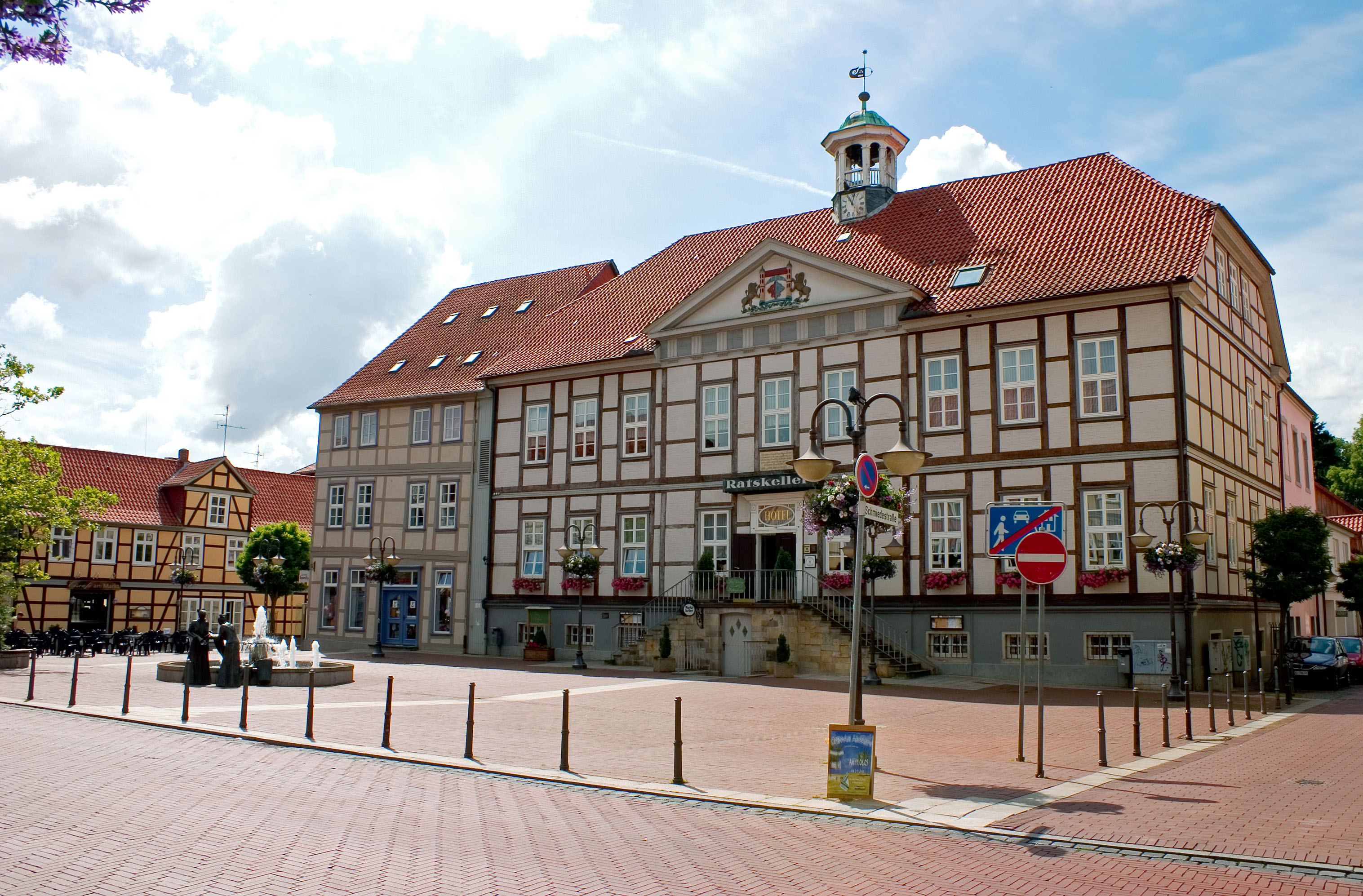
Marktplein met gemeentehuis (2005)
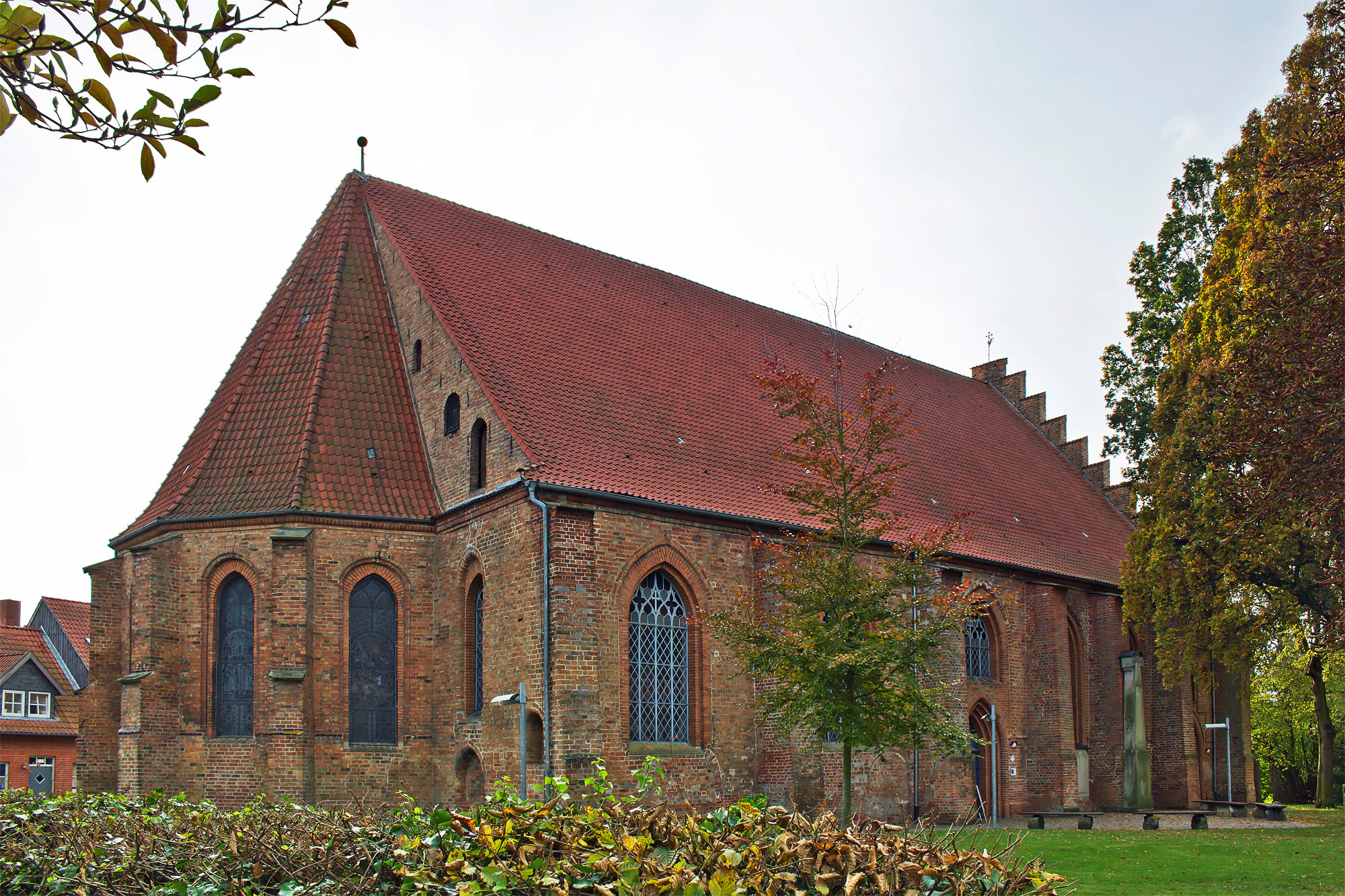
Johanneskerk
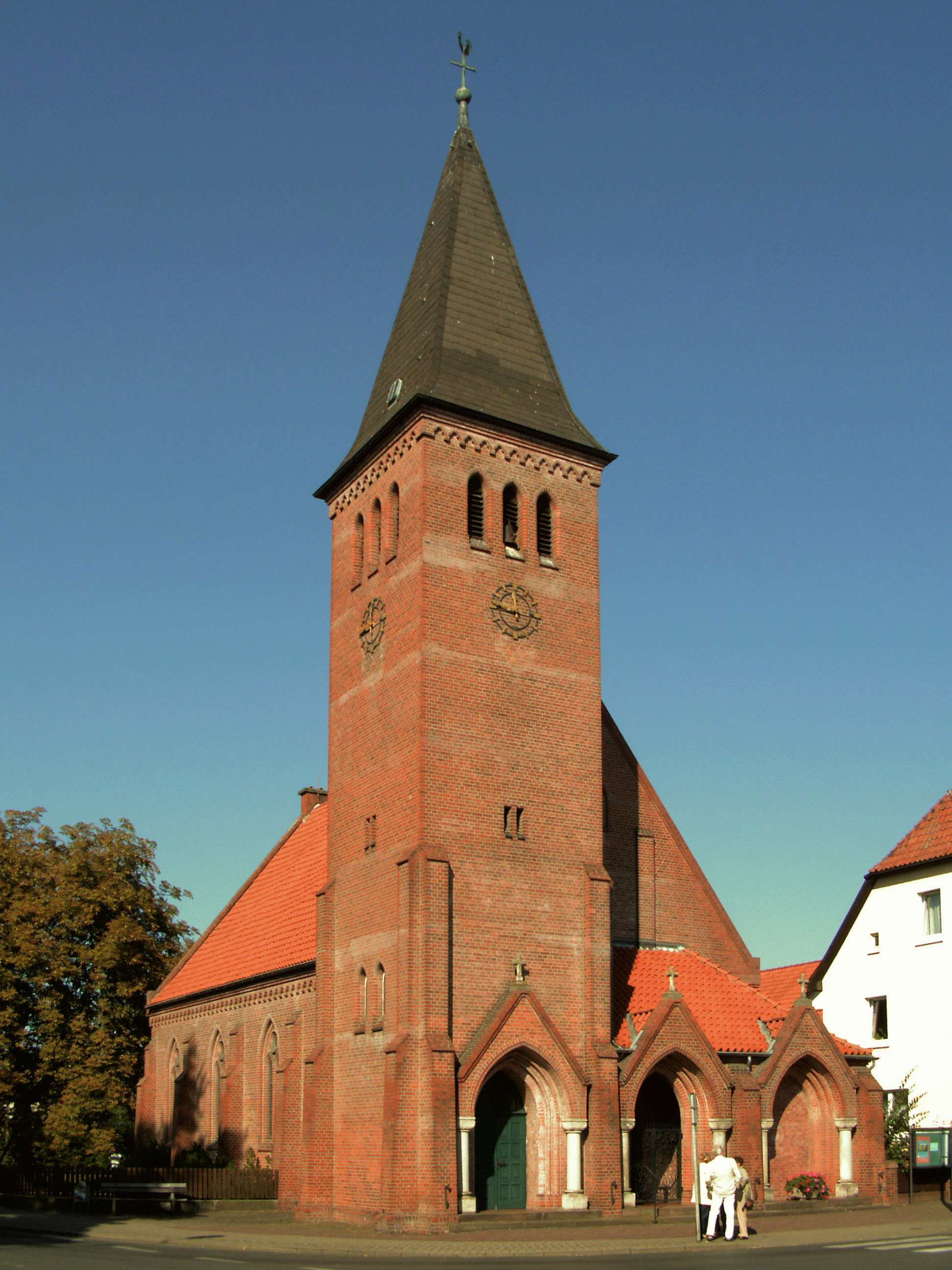
R.K. Sint-Agneskerk (1914)
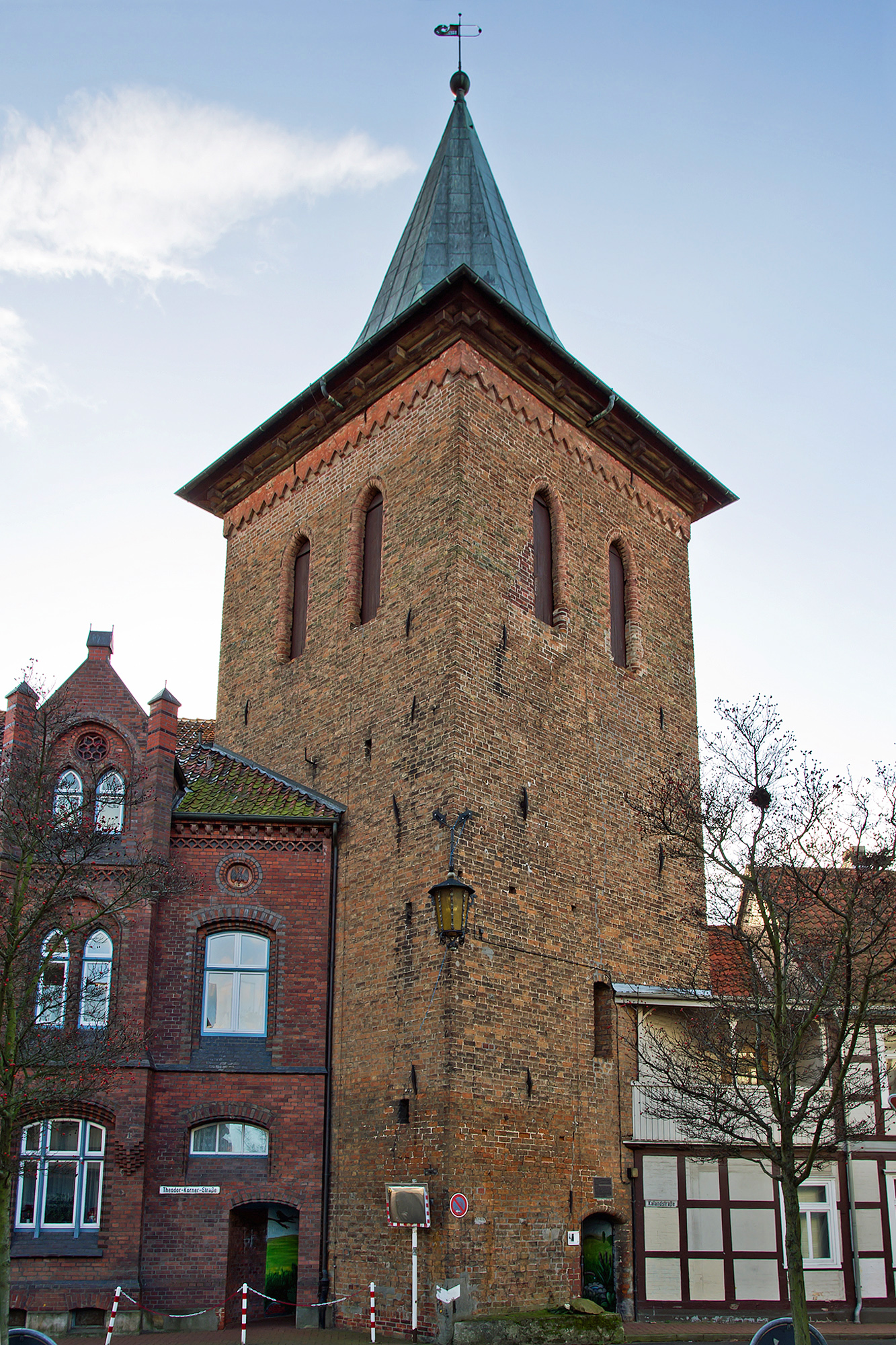
Klokkentoren
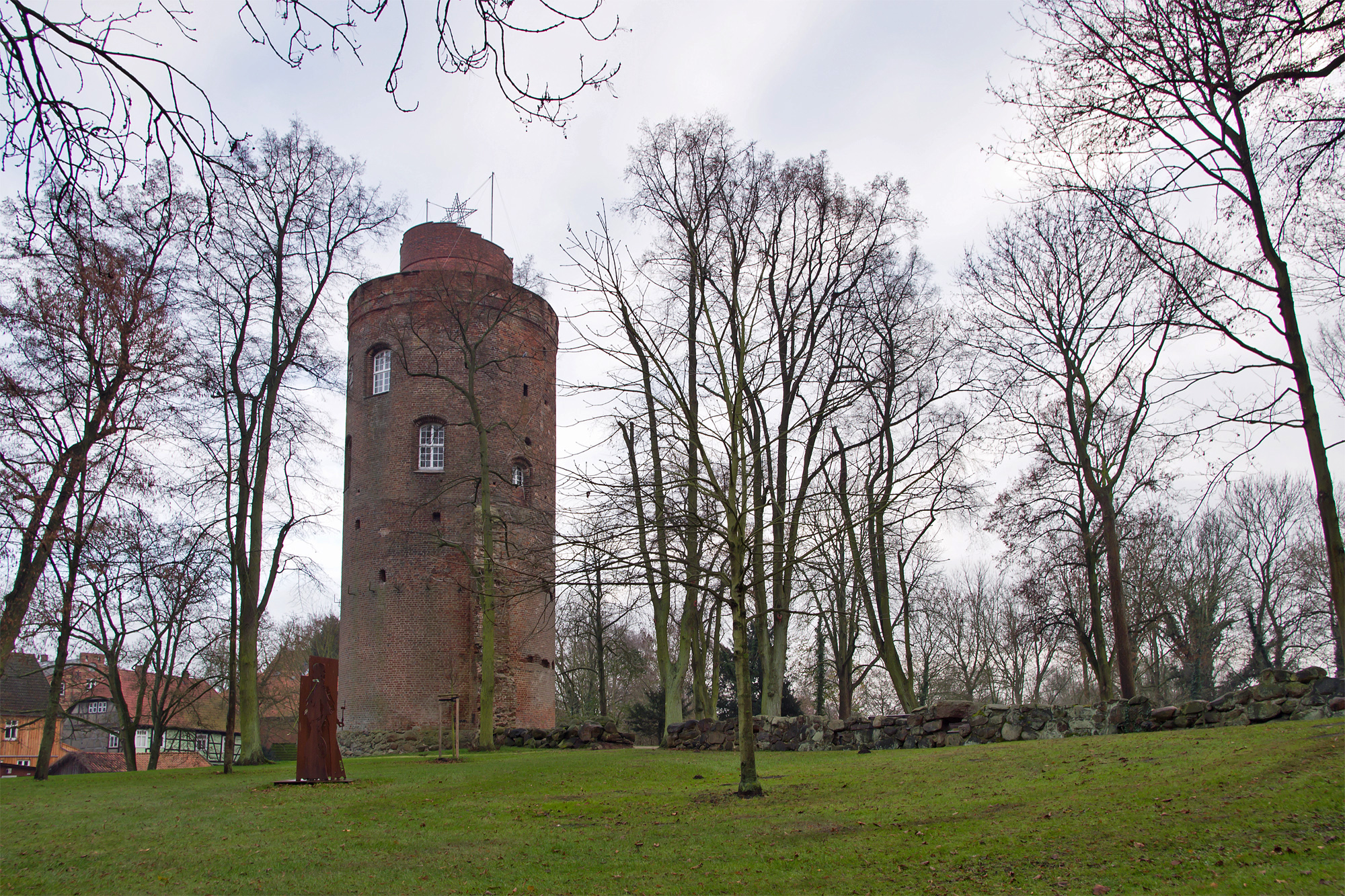
Lüchow, Amtsturm (1)
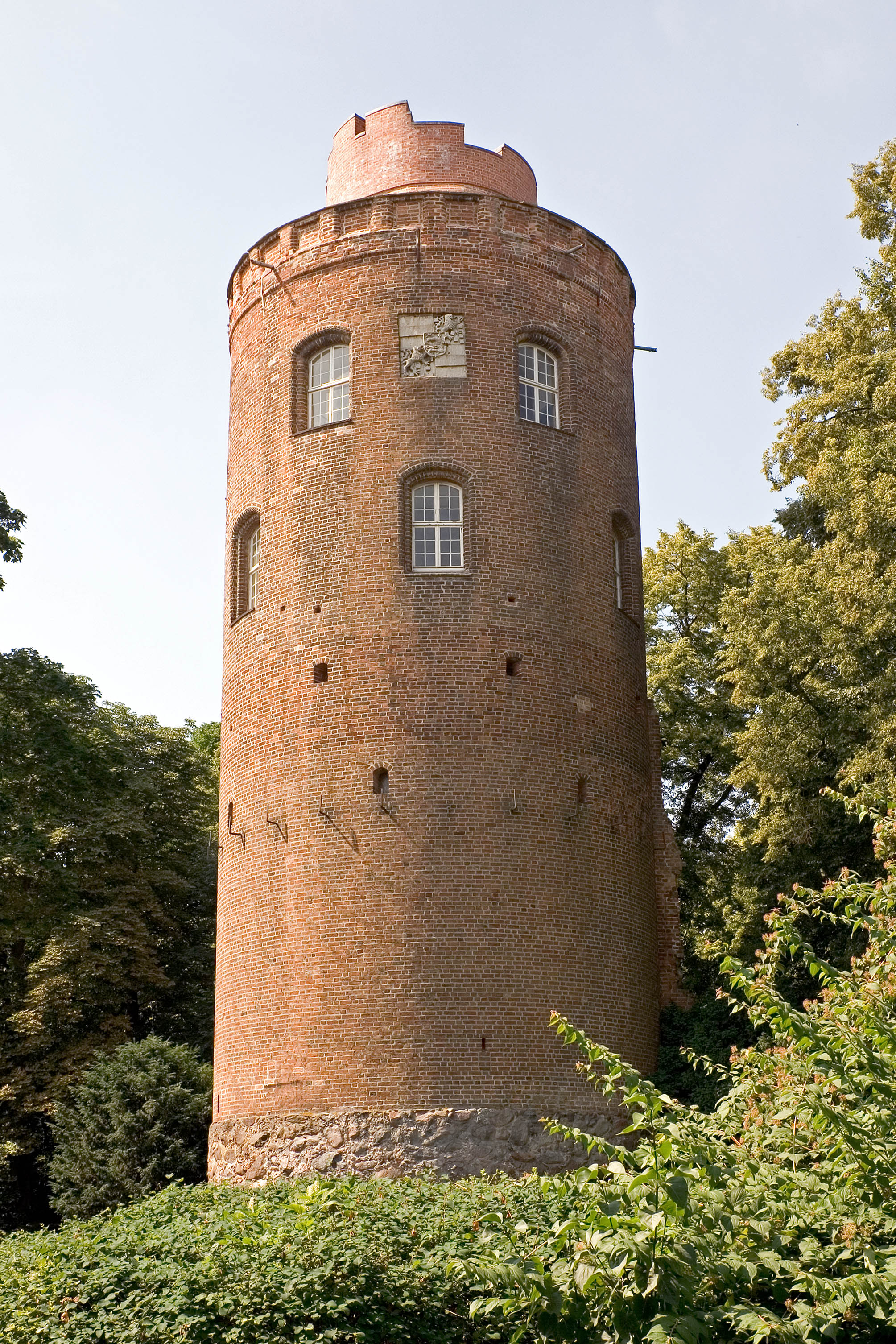
Lüchow, Amtsturm (2)
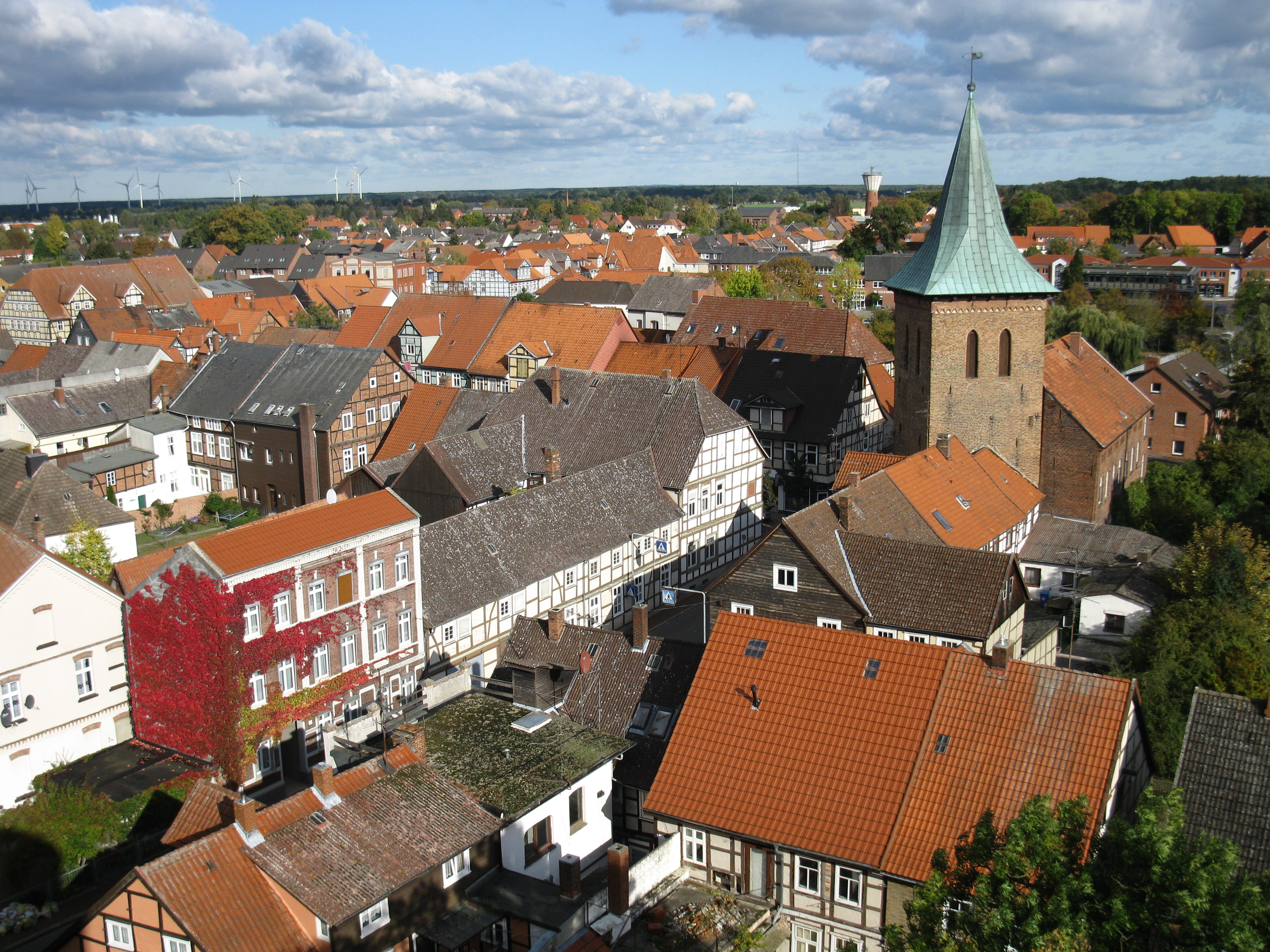
Panorama vanaf de Amtsturm (2009)
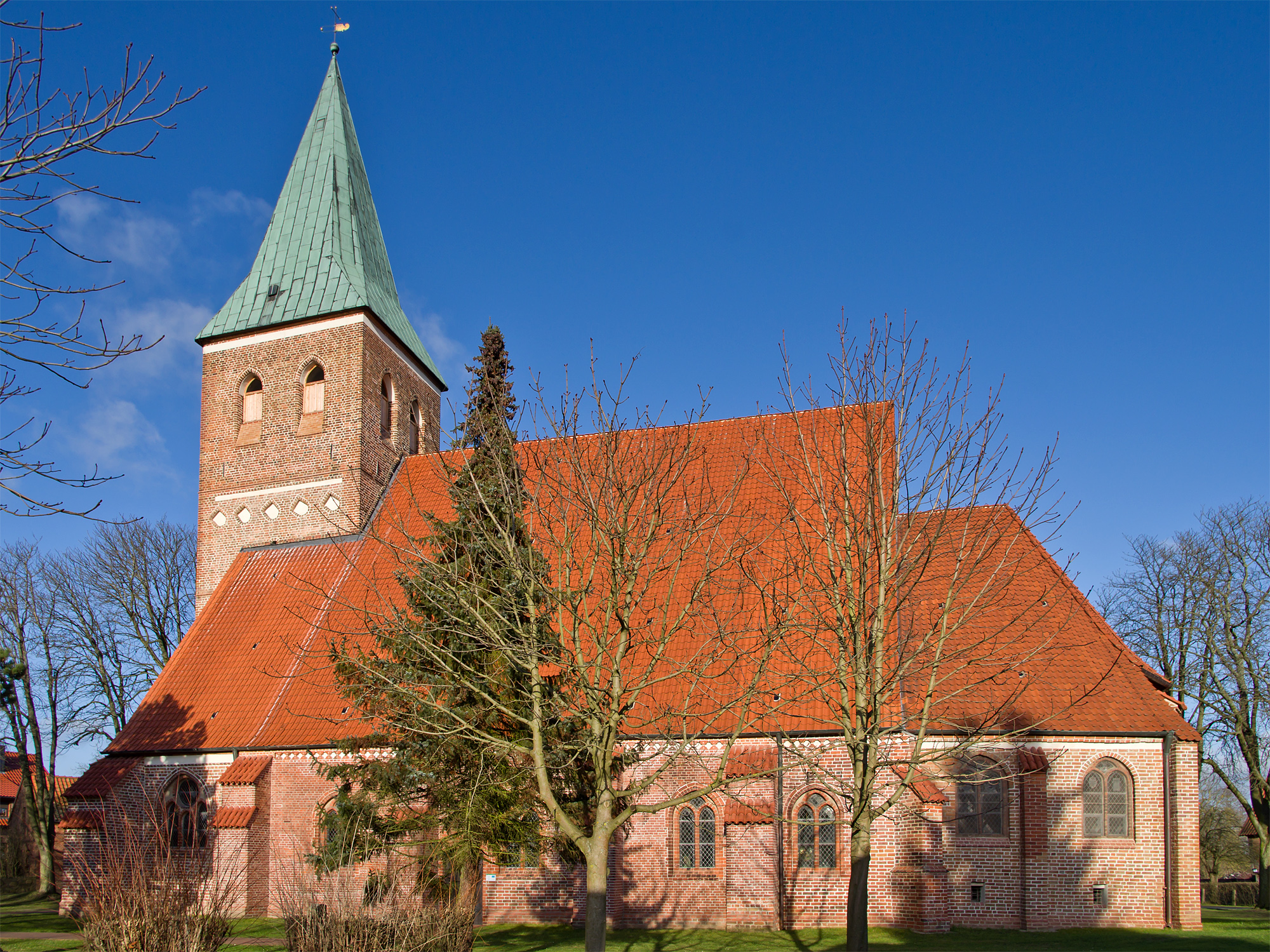
Mariakerk te Plate
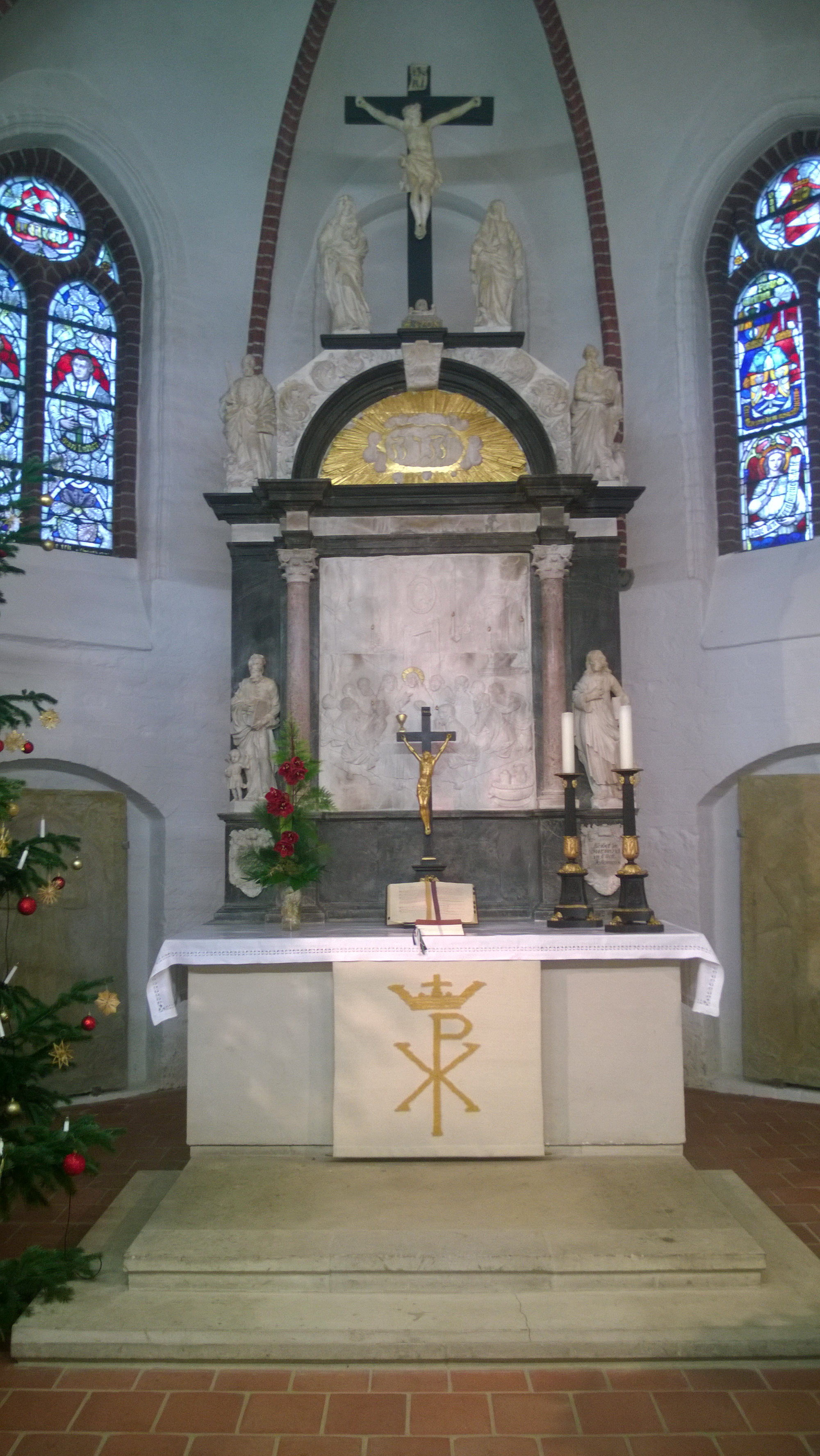
Altaarstuk van dit kerkgebouw
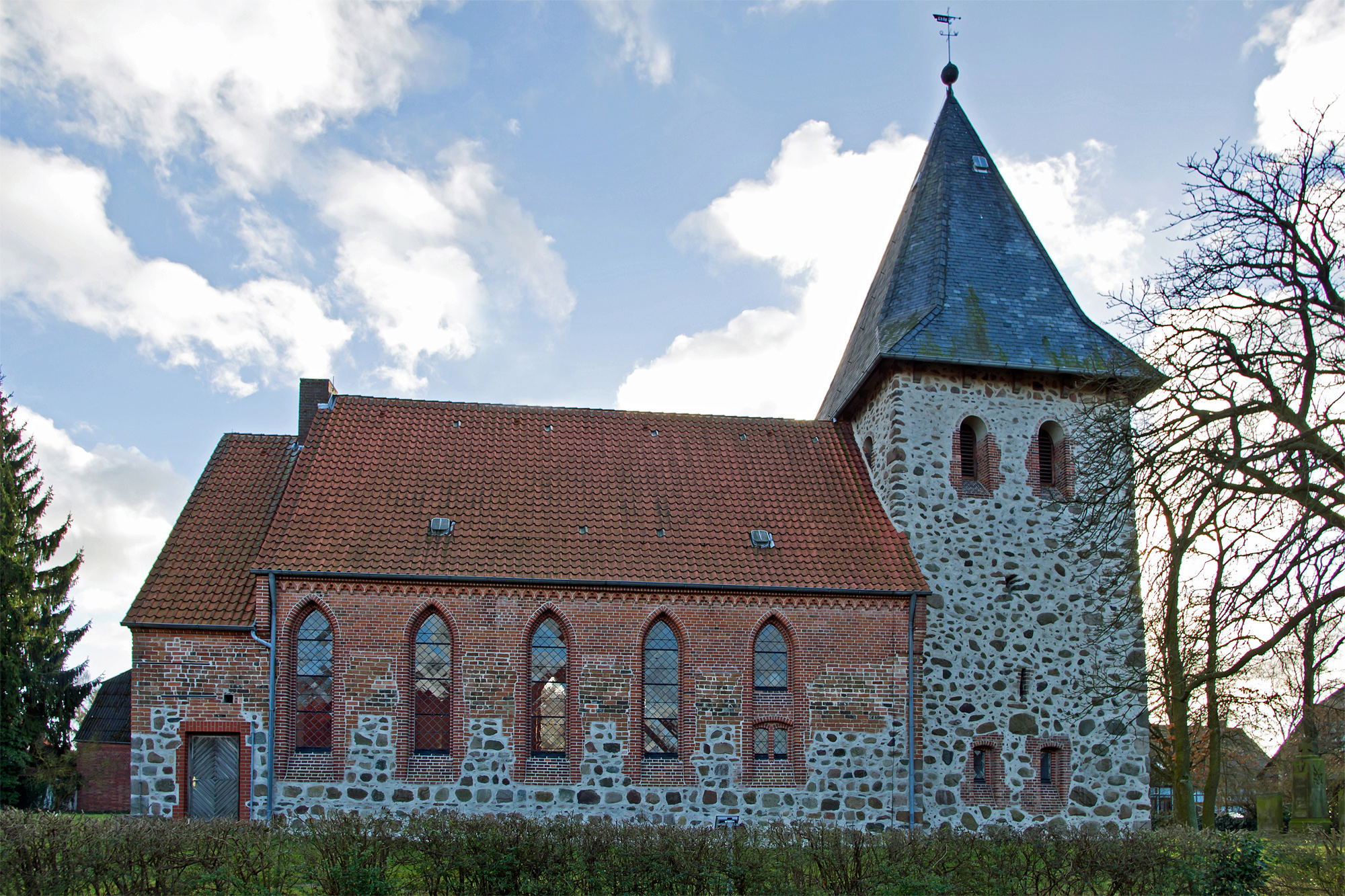
Kerk[3] te Bösel, 3 km ten zuidoosten van Lüchow
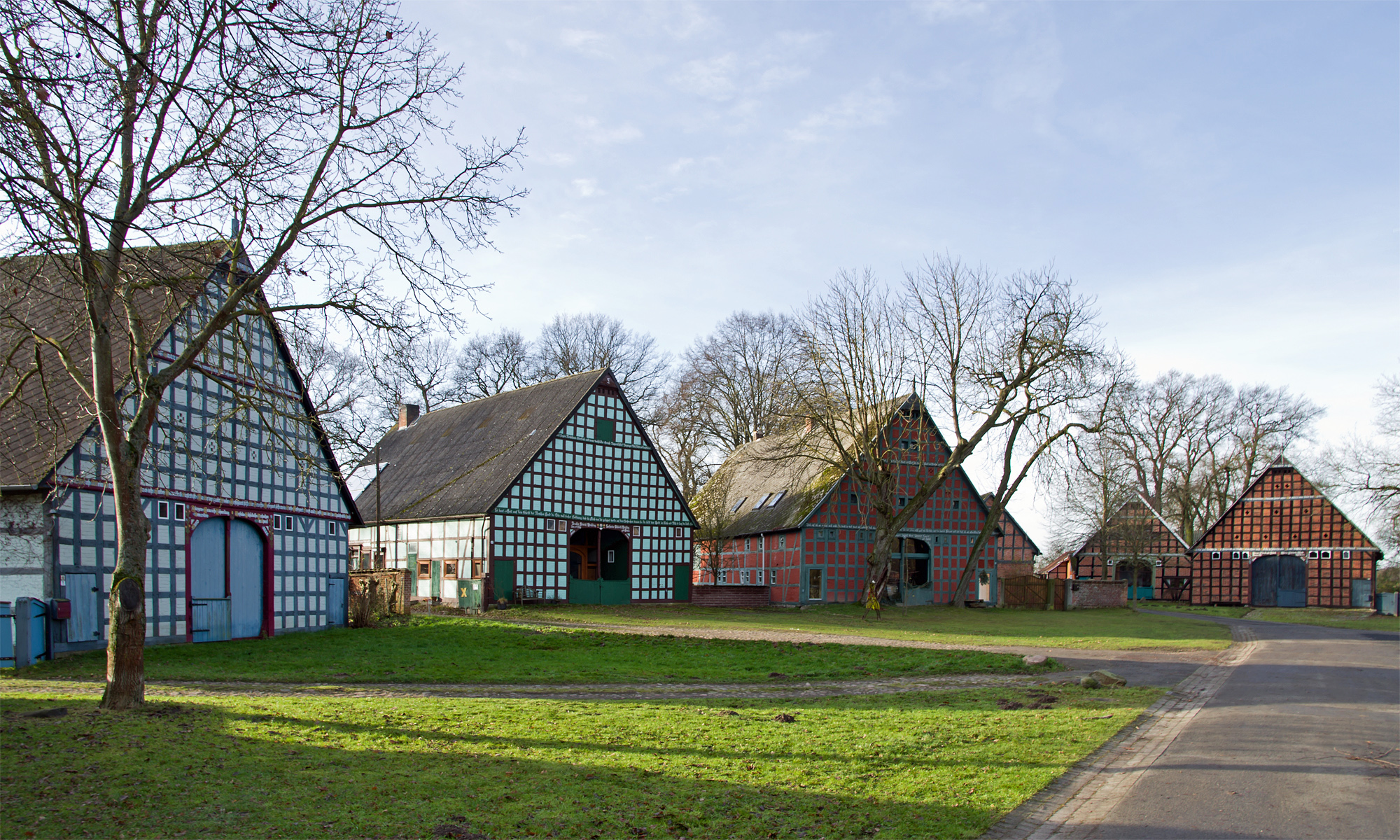
De westelijke helft van Jabel, 5 km ten zuidwesten van Lüchow, heeft nog het karakter van een Rundling.
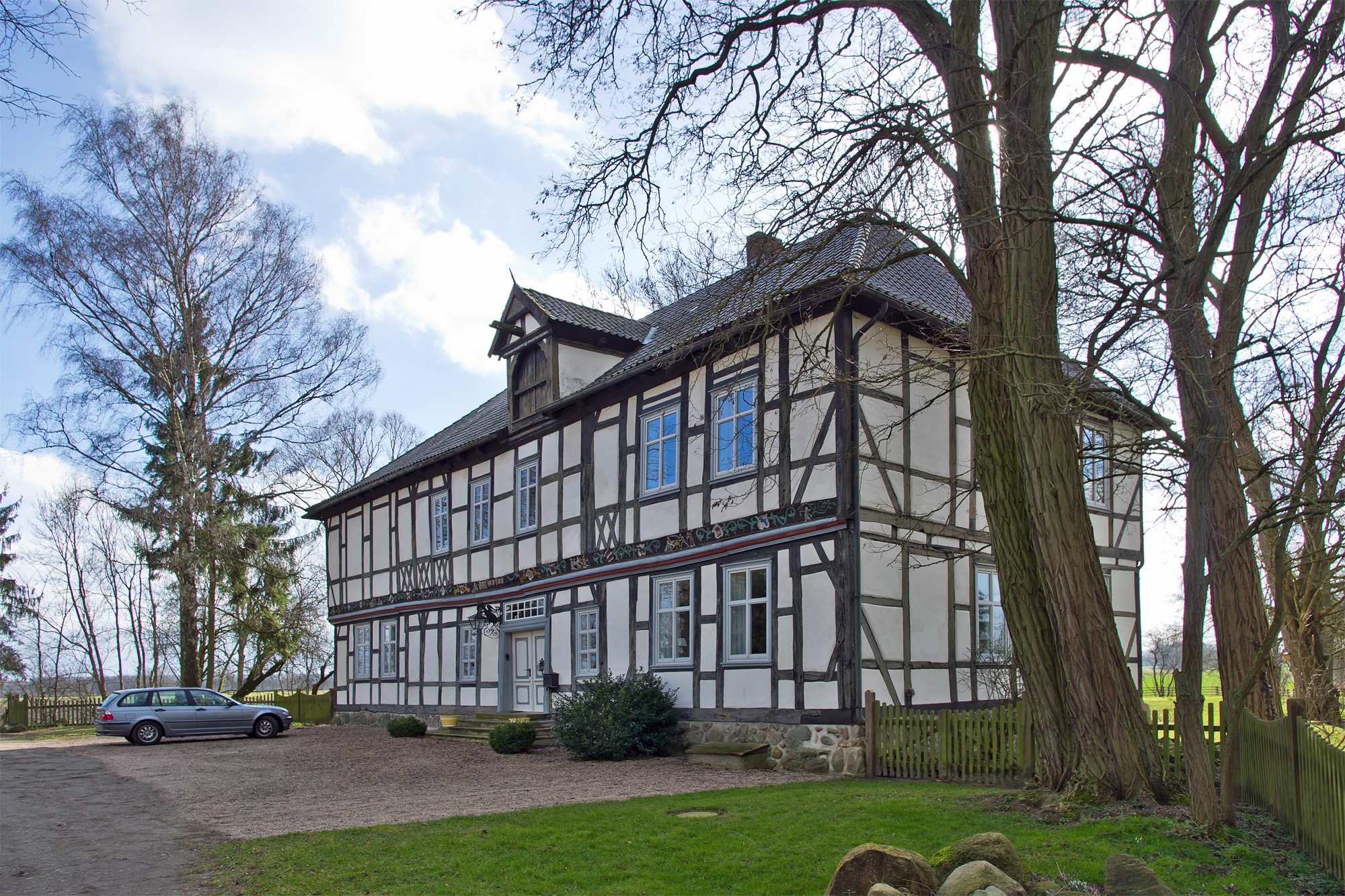
Landhuis van het geslacht Von Knesebeck, Kolborn; bouwjaar 1529
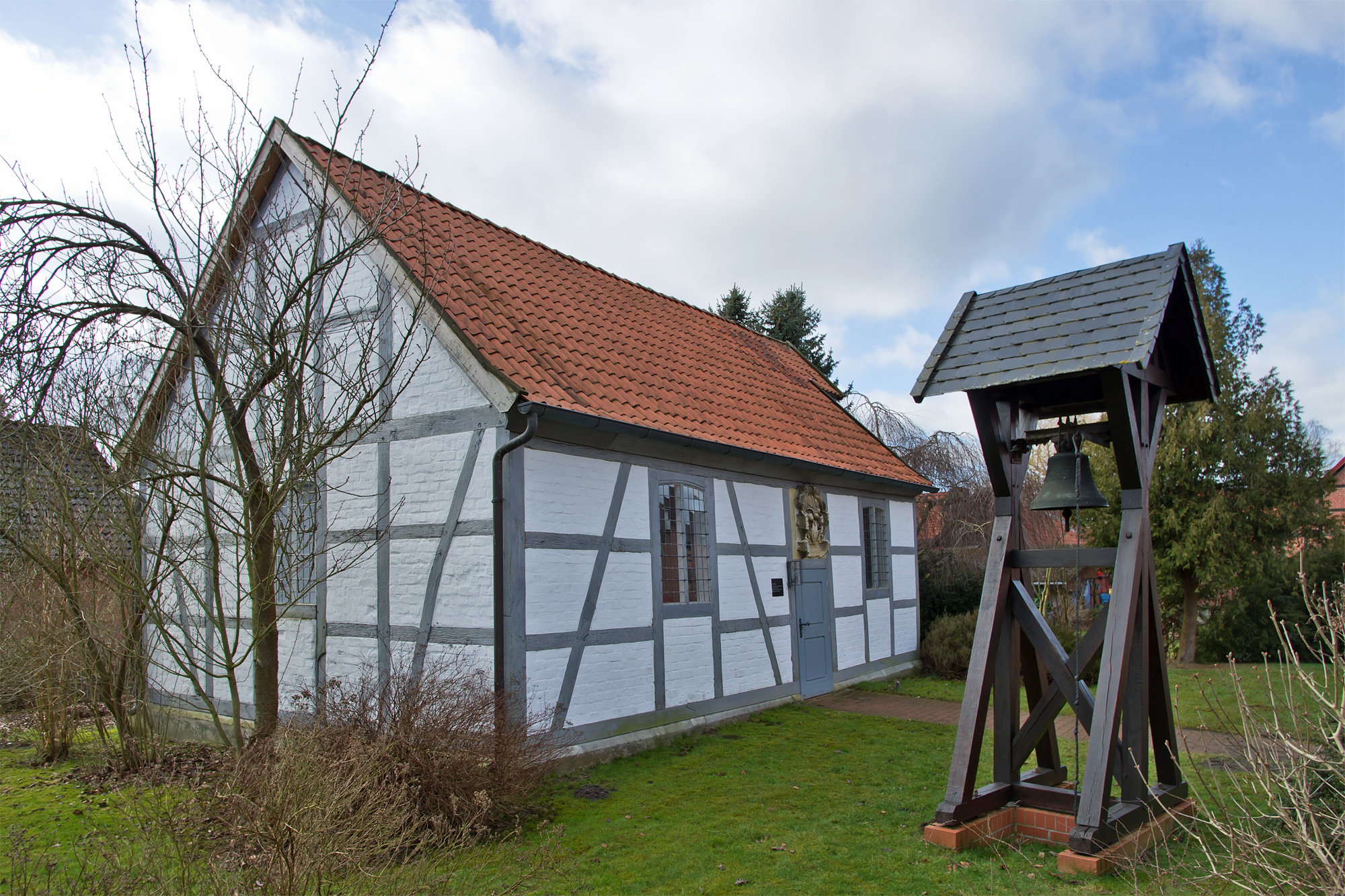
Kapel (1616) te Kolborn, direct ten oosten van Lüchow-stad
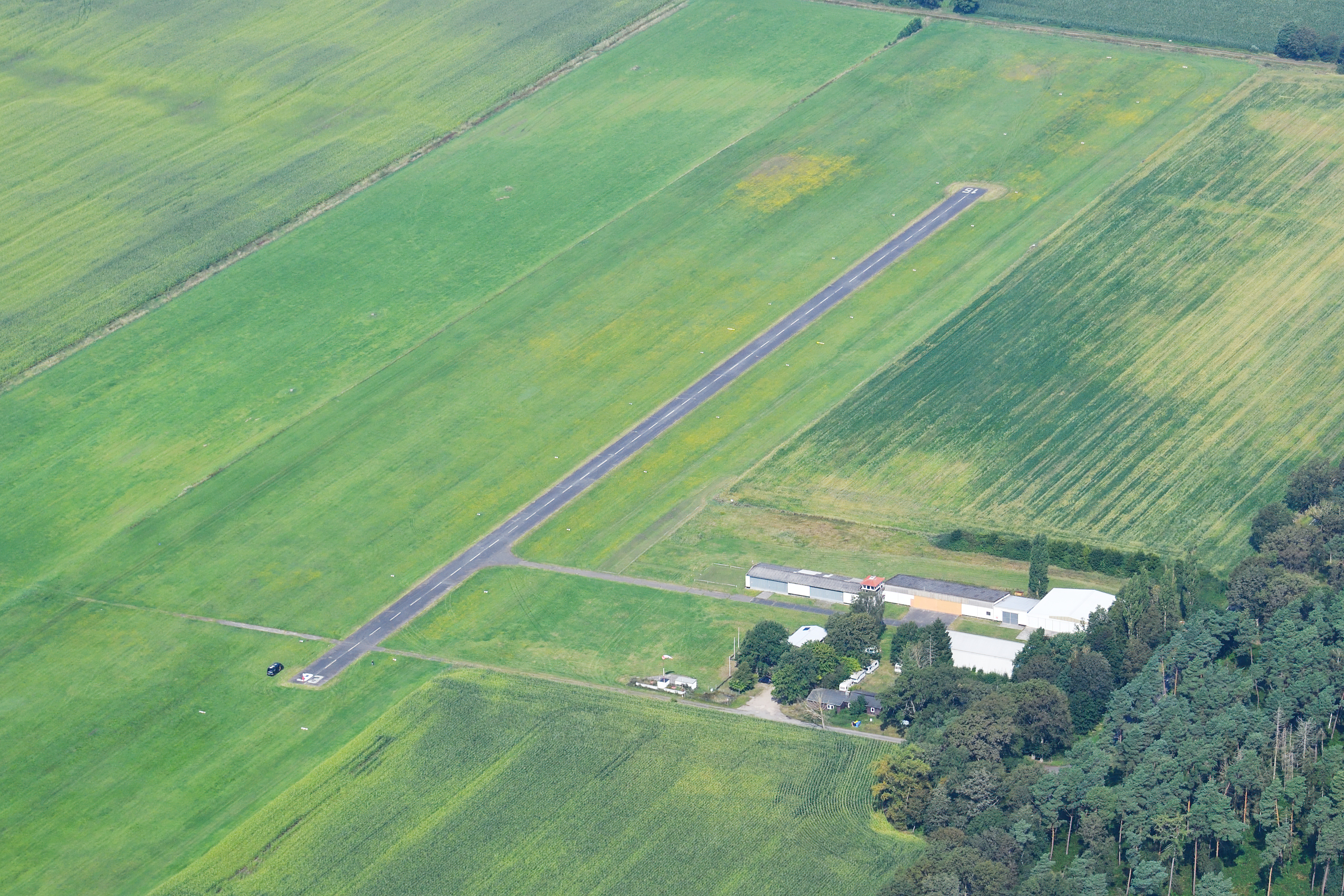
Vliegveld Rehbeck
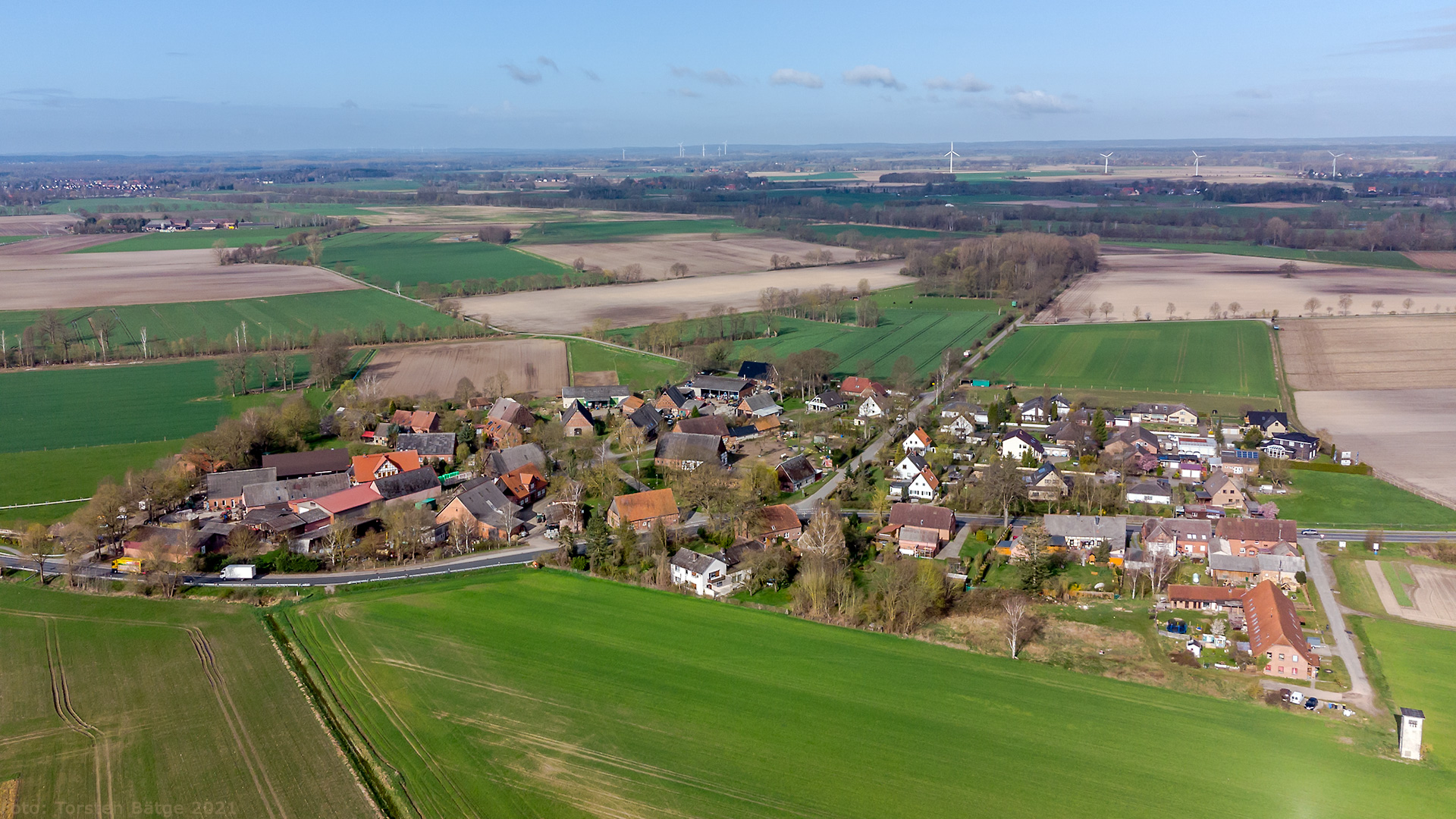
Luchtfoto van Saaße, met circa 125 inwoners een van de grootste van de dorpjes rondom Lüchow
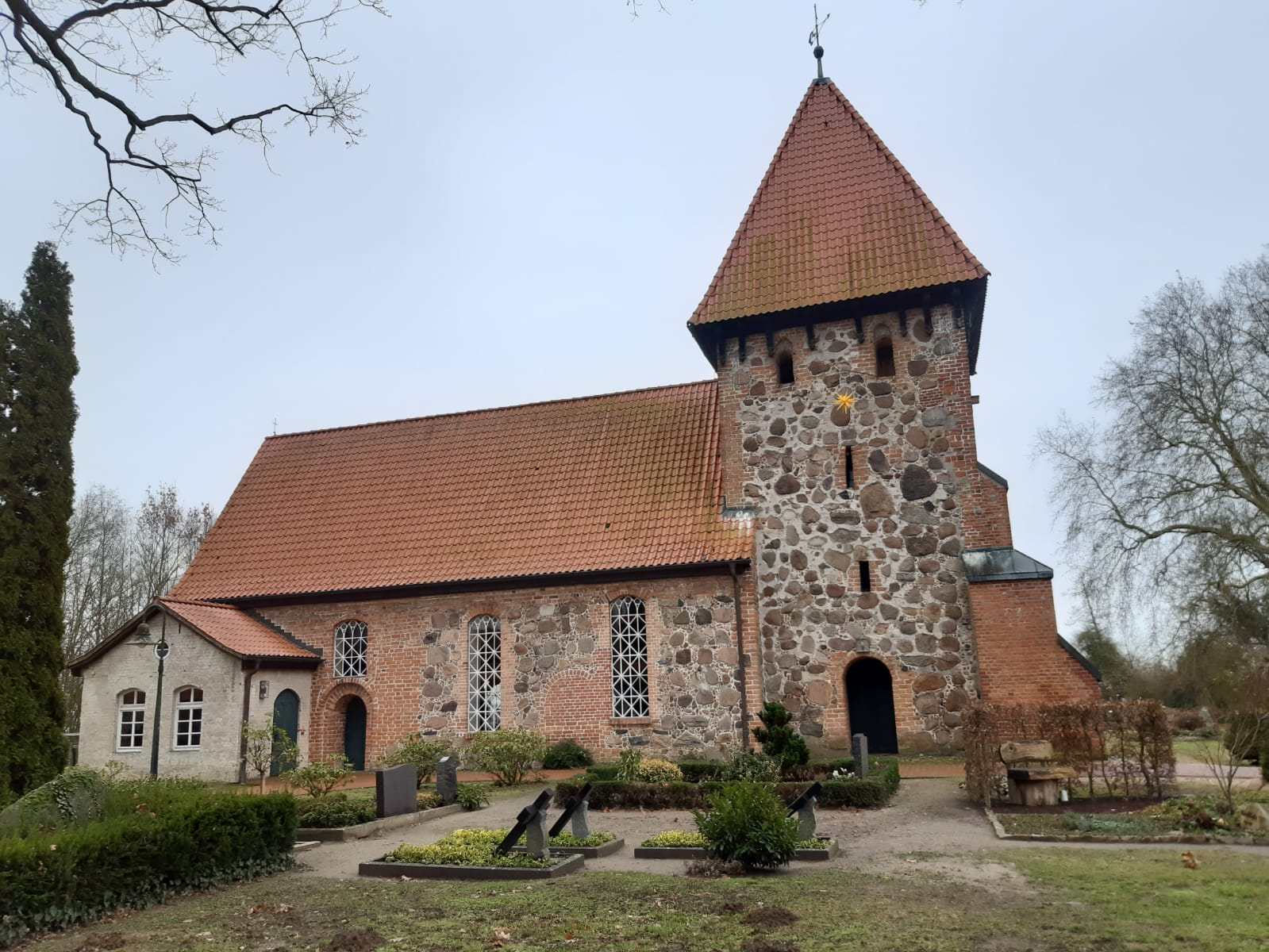
Het 14e-eeuwse kerkje te Satemin
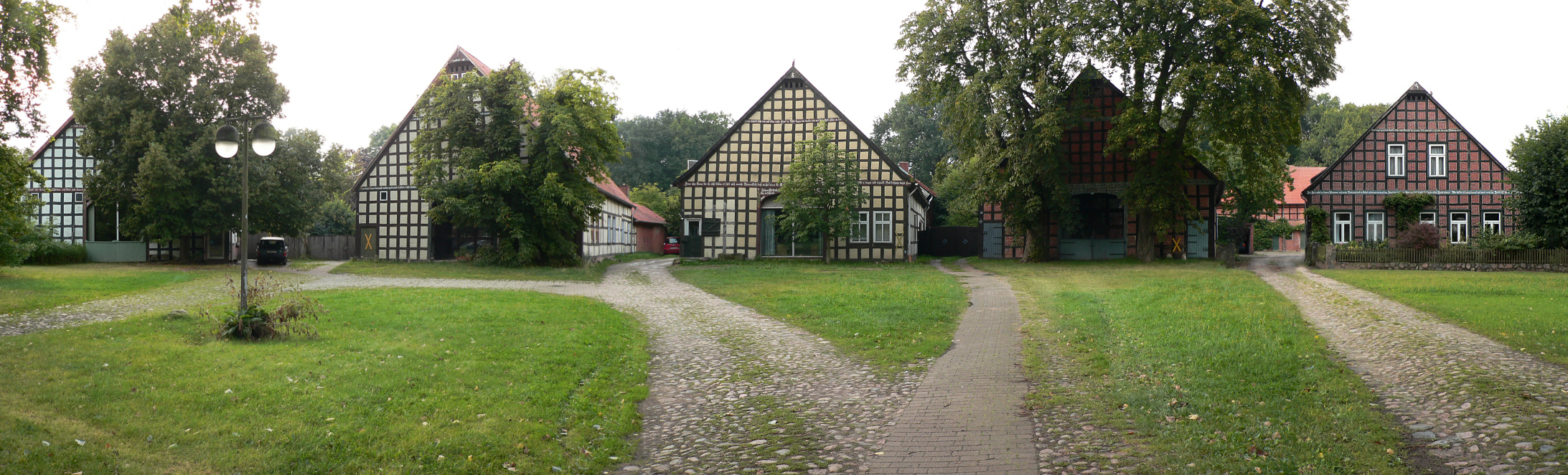
Boerderijen in de Rundling Satemin

## Partnergemeentes
Lüchow onderhoudt jumelages met  de volgende gemeentes:
- Céret (Frankrijk), sedert 1983
- Oborniki (Polen), sedert 2006
- Steglitz-Zehlendorf (district van Berlijn), sedert 2019

- Gemeinsame Normdatei: 4036491-4
- Library of Congress Control Number: n85190617
- MusicBrainz: ae6eca1d-51b7-419b-b7b4-5ba6363410ba
- Nationale Bibliotheek van Tsjechië: ge1086790
- Nationale Bibliotheek van Israël: 987007557629705171
- Virtual International Authority File: 312819581

Bergen an der Dumme · 
Clenze · 
Damnatz · 
Dannenberg · 
Gartow · 
Göhrde · 
Gorleben · 
Gusborn · 
Hitzacker · 
Höhbeck · 
Jameln · 
Karwitz · 
Küsten · 
Langendorf · 
Lemgow · 
Lübbow · 
Lüchow · 
Luckau · 
Neu Darchau · 
Prezelle · 
Schnackenburg · 
Schnega · 
Trebel · 
Waddeweitz · 
Woltersdorf · 
Wustrow · 
Zernien